# (21007) 1988 FD3
1988 أف دي 3 (ويعرف أيضًا باسم (21007) 1988 أف دي 3 وفق تسمية الكوكب الصغير) (بالإنجليزية: 1988 FD3)‏ هو كويكب ضمن حزام الكويكبات؛ وترتيبه 21007 من حيث الاكتشاف.
اكتُشف هذا الجُرم الفلكي بواسطة Walter Ferreri ‏ في 19 مارس 1988.

## وصلات خارجية
- (21007) 1988 FD3 في قاعدة بيانات مختبر الدفع النفاث لأجرام النظام الشمسي الصغيرة

- الاكتشاف · مخطط المدار ·  العناصر المدارية · المعلمات المادية

- (21007) 1988 FD3 على موقع ويكي سكاي: DSS2, SDSS, GALEX, IRAS, Hydrogen α, X-Ray, Astrophoto, Sky Map, Articles and images